# Gare de Mount Pleasant
La gare de Mount Pleasant est une gare de trains de banlieue à Mount Pleasant, un quartier dans le nord-ouest de Brampton en Ontario. Elle est desservie par des trains de banlieue de la ligne Kitchener. La gare est également desservie par des autobus de GO Transit et de Brampton Transit. La gare est située à l'intersection de Bovaird Drive et d'Ashby Field Drive. La plupart des trains de la ligne Kitchener se terminent le trajet à cette gare hors pointe.

## Situation ferroviaire
La gare est située à la borne 18,3 milles (29,5 km) de la subdivision Halton du Canadien National, entre les gares de Georgetown et Brampton.
Au nord-ouest de la gare de Brampton, le paysage redevient suburbain. Il ne faut pas longtemps avant que le train n'arrive à la gare de Mount Pleasant, près de la limite ouest de Brampton. Cette gare, mise en service en 2005, a été conçue comme le terminus éventuel d'un service horaire bidirectionnel sept jours sur sept entre Brampton et la gare Union. Deux quais abritent entre les trois voies et un grand stationnement se trouve à l'extérieur de la gare. La gare est située à proximité d'un développement résidentiel à haute densité, donnant au secteur des airs de banlieue axée sur le transport collectif.
La ligne passe dans la campagne au nord-ouest de la gare de Mount Pleasant, en passant par des champs et une mine d'agrégats. Après avoir traversé la rivière Credit, la ligne entre dans Georgetown et traverse d'anciens quartiers industriels et résidentiels.

## Histoire
La demande de service de transport collectif augmentait dans les secteurs de Brampton et de Georgetown. Après avoir presque doublé sa population dans les années 1980, Brampton a continué de connaître une croissance importante, en particulier dans le nord-ouest de la ville, où le quartier Mount Pleasant est situé. En 2001, la population de Brampton avait atteint 325 428, tandis que Halton Hills (la municipalité dont fait partie Georgetown) avait atteint 48 184. La gare de Mount Pleasant, située à l'intersection de l'autoroute 7 et de Creditview Road, a ouvert ses portes le 7 février 2005. La gare est mise en service pour atténuer le manque de stationnement à la gare de Brampton et desservir le nord-ouest de la ville. Les travaux de construction de la gare ont été achevés le 15 mars 2006.
Au début de 2011, Metrolinx a annoncé que le service serait prolongé de Georgetown à Kitchener. Deux trains exploités auparavant entre Georgetown et Toronto feraient plutôt escale dans une nouvelle installation d'escale temporaire à Kitchener près des voies ferrées principales.
De 2011 à 2016, des travaux considérables ont eu lieu pour ajouter des voies, élargir les ponts et éliminer les passagers à niveau afin de garantir que le service vers Kitchener puisse être bonifié, rendu plus rapide et plus fiable. Le 8 septembre 2015, cet investissement a porté ses fruits avec le lancement d'un service horaire de midi entre les gares Union et de Mount Pleasant. Le 6 septembre 2016, deux trains supplémentaires ont quitté la gare de Kitchener pour le service jusqu'à Union.
En septembre 2021, Metrolinx a annoncé le lancement d'un projet pilote prolongeant un seul train vers l'ouest de Kitchener à London, desservant des arrêts à Stratford et à St-Marys.

## Service aux voyageurs

### Accueil

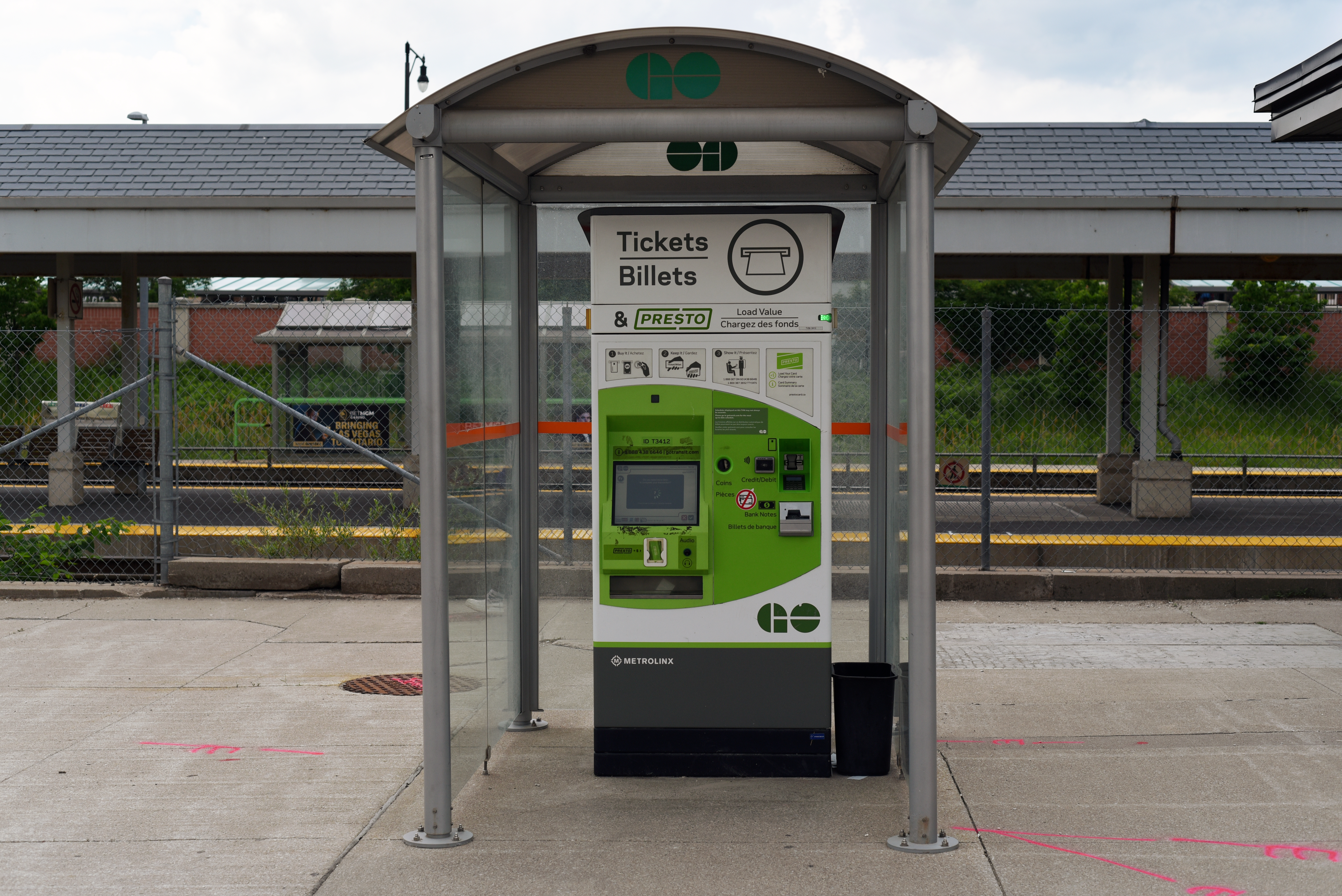
Distributeur automatique au quai de la gare

La billetterie de GO Transit est ouverte en semaine de 5h30 à midi, et fermée les week-ends et les jours fériés. L'ambassadeur de la gare GO peut aider les clients à configurer un type de tarif et à définir un trajet GO par défaut sur leur carte Presto. Plusieurs options en libre-service sont disponibles pour monter à bord du train GO. Les clients peuvent acheter un billet papier dans un distributeur automatique de billets, charger leur carte Presto dans un distributeur automatique de billets compatible avec Presto, acheter un billet électronique avec leur smartphone, ou utiliser le valideur avec une carte de crédit sans contact (tarif adulte uniquement) ou une carte Presto.
La gare est équipée d'une salle d'attente, des toilettes, de Wi-Fi, d'un débarcadère, d'un téléphone payant, des abris de quai chauffés, et d'un stationnement incitatif. Le stationnement incitatif se dote des places réservées et d'une aire de covoiturage. L'ensemble de la gare est accessible aux fauteuils roulants.
La carte Presto n'est pas acceptée pour le trajet au-delà de la gare de Kitchener. Les passagers qui prennent un train vers Stratford, St-Marys ou London doivent acheter un billet sur le site web de GO Transit, et valider le billet dans leur téléphone cellulaire.

### Desserte
Les trains de la ligne Kitchener desservent la gare toutes les heures en semaine, sauf les heures de pointe en sens inverse. Aucun service de train de Kitchener n'était assuré à cette gare pendant les fins de semaine, jusqu'au 8 avril 2023, date à laquelle cette gare est desservie par des trains de week-end toutes les heures entre Union et Mount Pleasant. La ligne 33 relie entre North York de Toronto et l'Université de Guelph.

### Intermodalité

#### GO Transit
- 31 Georgetown (tous les jours)
  - Direction est vers la gare Union de Toronto
  - Direction ouest vers l'Université de Guelph
- 33 Guelph / North York (tous les jours)
  - Direction est vers le terminus York Mills
  - Direction ouest vers l'Université de Guelph

#### Brampton Transit
- 1/1A Queen
  - Direction est vers Queen Street et la route 50 (tous les jours)
  - Direction est vers Coventry Road et Airport Road (lundi au vendredi)
- 4/4A Chinguacousy (tous les jours)
  - Direction sud vers le terminus Brampton Gateway
- 5/5A Bovaird (tous les jours)
  - Direction est vers Westwood Square via Goreway Drive (tous les jours)
  - Direction est vers Westwood Square via Airport Road (lundi au vendredi)
- 6 James Potter (tous les jours)
  - Direction sud vers le stationnement incitatif Hurontario / Autoroute 407
- 9 Vodden (lundi au vendredi)
  - Direction est vers Sun Pac Boulevard
- 23 Sandalwood (tous les jours)
  - Direction est vers Queen Street et la route 50
- 26 Mount Pleasant (lundi au samedi)
  - Direction nord vers Mayfield Road et Chinguacousy Road
- 27 Robert Parkinson (lundi au samedi)
  - Direction nord vers Mayfield Road
- 28 Wanless (service de pointe)
  - Direction nord vers le terminus Sandalwood
- 29/29A Williams
  - Direction est vers Queen Street et Goreway Drive (tous les jours)
  - Direction est vers Goreway Drive et Kenview Boulevard (service de pointe)
- 55 Elbern Markell (lundi au vendredi)
  - Direction sud vers Queen Street et Chinguacousy Road
- 60 Mississauga Road (tous les jours)
  - Direction sud vers Financial Drive
- 104 Chinguacousy Express (service de pointe)
  - Direction sud vers le terminus Brampton Gateway via le collège Sheridan
- 505 Züm Bovaird (tous les jours)
  - Direction est vers la gare de Malton via le terminus Trinity Common
- 561 Züm Queen West (service suspendu jusqu'à nouvel ordre)
  - Direction est vers la gare de Brampton